# Lill-Gladatjärnen
Lill-Gladatjärnen är en sjö i Vindelns kommun i Västerbotten och ingår i Umeälvens huvudavrinningsområde.